# 佩當 (密蘇里州)
佩當（英語：Paydown）是位於美國密蘇里州瑪麗縣的非建制地區。

## 歷史
佩當的郵局於1856年設立，1862年關閉後又於1866年重啟，最終於1932年停運。

## 地理
佩當所處的海拔為高於海平面185米（即607英呎），而該地所採用的時區為UTC-6，即北美中部時區（CST）。同時該地設有夏令時間，為UTC-6調快一小時，即UTC-5（CDT）。